# Talkau
Talkau là một đô thị thuộc huyện Herzogtum Lauenburg, bang Schleswig-Holstein, Đức.